# Tibetaans berghoen
Het Tibetaans berghoen (Tetraogallus tibetanus) is een vogel uit de familie fazantachtigen (Phasianidae). De wetenschappelijke naam van de soort is voor het eerst geldig gepubliceerd in 1854 door Gould.

## Voorkomen
De soort komt voor in de Himalaya en telt zes ondersoorten:
- T. t. tschimenensis: Kunlun en Altyn Tagh (noordelijk Tibet en noordwestelijk China).
- T. t. tibetanus: van oostelijk Afghanistan tot het westelijk Tibetaans plateau en noordelijk India.
- T. t. aquilonifer: van noordelijk Nepal tot noordelijk Bhutan, noordoostelijk India en zuidwestelijk China.
- T. t. yunnanensis: noordelijk Yunnan.
- T. t. henrici: oostelijk Xizang en westelijk Sichuan.
- T. t. przewalskii: Qinghai, noordelijk Sichuan en westelijk Gansu.

## Beschermingsstatus
Op de Rode Lijst van de IUCN heeft de soort de status niet bedreigd.